# Switch Mobility
Switch Mobility (hasta 2020, conocida como Optare) es un fabricante británico de autobuses con sede en Sherburn in Elmet, Yorkshire del Norte, Inglaterra.
Desde diciembre de 2011, es filial del fabricante de automóviles indio Ashok Leyland.